# Calodia falx
Calodia falx är en insektsart som beskrevs av Nielson 1991. Calodia falx ingår i släktet Calodia och familjen dvärgstritar. Inga underarter finns listade i Catalogue of Life.